# Žabljak, Montenegro
Žabljak (albanska: Zhabjaku, serbiska: Жабљак) är en kommunhuvudort i Montenegro. Den ligger i kommunen Opština Žabljak, i den norra delen av landet. Žabljak ligger 1 448 meter över havet och antalet invånare är 1 937.
Terrängen runt Žabljak är kuperad söderut, men norrut är den bergig. Omgivningarna runt Žabljak är en mosaik av jordbruksmark och naturlig växtlighet.